# Pot-8-os
Pot-8-os (* 1773; November 1800), auch Potoooooooo oder Pot8o geschrieben, war ein bekanntes Rennpferd des 18. Jahrhunderts. Er gewann über 30 Rennen und war in seinem späteren Leben ein begehrter und erfolgreicher Deckhengst. Zu seinen Nachfahren zählen unter anderem Waxy und Whalebone, die beide das Championat der Vaterpferde in England und Irland gewannen.
Der ungewöhnliche Name geht auf eine Verwechselung zurück: Der Hengst sollte eigentlich den Namen Potatoes tragen, der verantwortliche Stallbursche missverstand jedoch den Namen und schrieb auf dessen Futterbox „Potoooooooo“ („Pot-“ und „eight o's“, engl. für „acht o's“) auf.
Abingdon, der Züchter des Hengstfohlens, war darüber so amüsiert, dass er den Namen beibehielt, ihn jedoch auf Pot-8-os oder Pot8os verkürzte. Im General Stud Book wird der Hengst allerdings unter dem Namen Potoooooooo geführt.

## Abstammung
Pot-8-os stammt in direkter väterlicher Linie von Darley Arabian ab. Dieser zählt zu den Gründervätern des Englischen Vollbluts. Darley Arabian war 1704 von dem Kaufmann Thomas Darley aus Syrien nach England exportiert worden und wurde auf dem Landsitz Aldby Park, Buttercrambe von der Darley-Familie als Deckhengst eingesetzt. Zu seinen erfolgreichsten Söhnen zählt Flying Childers, dessen Rennerfolge auch seinen Vollbruder Bleeding Childers (auch Bartlett’s Childers genannt) zu einem begehrten Deckhengst machten. Zu Bleeding Childers Nachfahren gehört das Ausnahmepferd Eclipse, der direkte Vater von Pot-8-os.
Auf väterlicher wie mütterlicher Seite findet sich in der Ahnenreihe von Pot-8-o ein weiterer Gründungsvater des Englischen Vollbluts. Godolphin Arabian gehört zu einer Gruppe von Pferden, die der Bey von Tunis dem französischen König Ludwig XV. schenkte. Der Hengst traf aber offenbar auf wenig Gegenliebe am französischen Hof und gelangte in den Besitz des Engländers Edward Coke, der ihn als Deckhengst für sein Gestüt in Derbyshire übernahm.

## Rennpferd

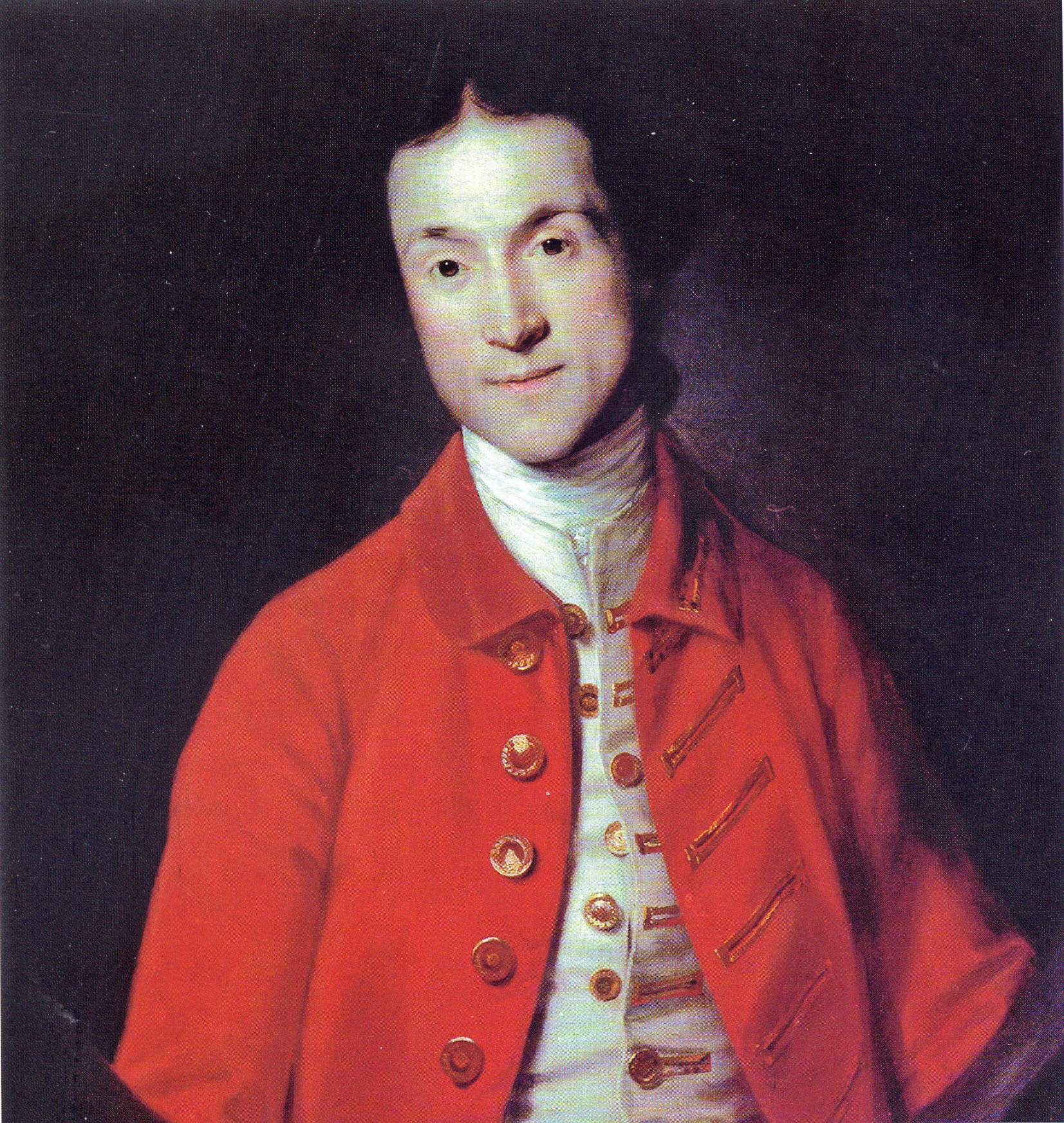
Richard, 1. Earl Grosvenor, Joshua Reynolds zugeschrieben

Pot-8-os lief von 1776 bis 1783 vermutlich insgesamt 40 Rennen und gewann davon zwischen 28 und 34. Bei den meisten Rennen handelt es sich um Rennen über eine Distanz von vier Meilen, die in dem für den englischen Rennsport wichtigen Ort Newmarket ausgetragen wurden. Er gewann sein erstes Rennen in Newmarket als Dreijähriger. 1777 wurde er Zweiter in einem Rennen in New Market, bei dem nur Vierjährige zugelassen waren. Er wurde Dritter in einem Rennen in Nottingham und Fünfter im Great Subscription Purse in York.
1778 gewann er das 1200 Guineas Stakes in Newmarket. Unter dem Eindruck des schlechten Starts des Hengstes in diesem Rennen verkaufte sein Züchter Abingdon noch  während des Rennens den Hengst für 1500 Guinee an Richard Grosvenor, 1. Earl Grosvenor. Der Hengst gewann im Verlauf des Jahres eine Reihe weiterer Rennen. Dies setzte sich 1779 bis 1781 fort. Er siegte 1779 unter anderem im Gold Cup, gewann als Walkover den Clermont Cup und wenig später den October Cup.   1781 gewann er den Jockey Club Plate und den Whip, beide als Walkover. Im Oktober 1781 wurde seinem Besitzer 85 Guinees gezahlt, damit der beim 140 Guinee Subskription Purse nicht an den Start ging. 1782 gewann er den Clermont Cub, zum dritten Mal den Jockey Club Plate und war im Craven Stakes erfolgreich, bei dem 13 weitere meist jüngere Pferde an den Start gegangen waren. 1783 gewann er im Alter von 10 Jahren erneut den Whip in New Market, verlor aber ein Match Race gegen Assassin sowie ein weiteres Rennen.

## Deckhengst
Ab dem Jahr 1784 lief Pot-8-os keine Rennen mehr, sondern wurde auf der Oxcroft Farm in der Nähe von Balsham, Cambridgeshire als Deckhengst eingesetzt. Die meisten Stuten, mit denen er angepaart wurde, gehörten dem Earl of Grosvenor. Von anderen Züchtern wurde Anfang eine Deckgebühr von 5 Guinees genommen, die dann allmählich auf 21 Guinee erhöht wurde. Ab 1796 stand er auf Upper Hare Park in der Nähe von Newmarket. Pot-8-os ist Vater von 172 Rennsiegern, die zusammen eine Summe von 61.871 Pfund Sterling gewannen. Folgende Pferde gehören zu seinen wichtigsten Nachkommen:

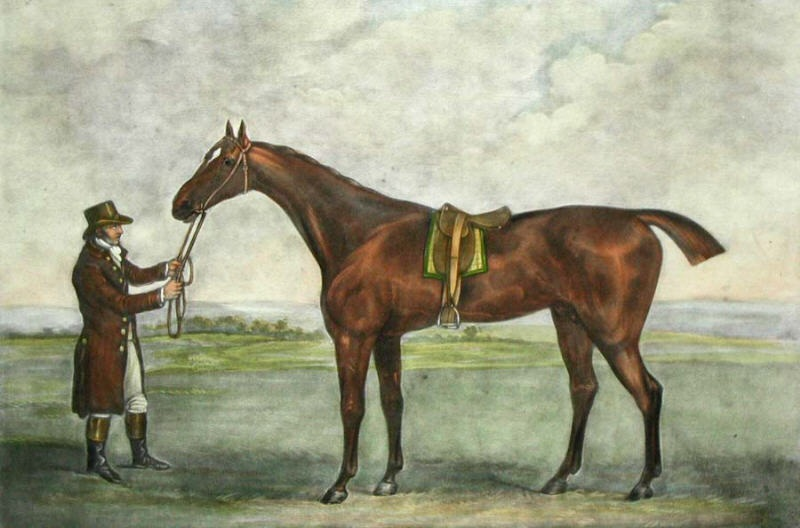
Champion, Sohn von Pot-8-os

- Nightshade (* 1785), Gewinner der Oaks Stakes im Jahre 1788
- Asparagus (1787), ein erfolgreiches Rennpferd und Vater von Rhoda, der Siegerin des 1000 Guineas von 1816
- Waxy (1790), der unter anderem das Derby im Jahre 1793 gewann. Waxy war Champion der Vaterpferde in England und Irland im Jahre 1810 und hat wesentlichen Anteil, dass die Vaterlinie von Eclipse beziehungsweise Darley Arabian  heute noch so eine wesentliche Rolle in der Zucht des Englischen Vollbluts spielt.[11]
- Sister to Edwin (1794), wichtige Zuchtstute.[12]
- Champion (1797), das erste Rennpferd, das sowohl das Derby als auch das St. Leger Stakes gewann.
- Tyrant (1799), Derby Sieger 1782
- Parasol (1800), eine Stute, die zahlreiche Rennen gewann und aus der Gewinner wie Pindarrie (2000 Guineas) und Pastille (Oaks und 2000 Guineas) hervorgingen
- Mandane (1800), wichtige Zuchtstute.[13] Von ihr stammen einflussreiche Rennpferde wie Manuella (1812 Oaks Stakes), Altisidora (St. Leger), Lottery (Doncaster Cup) und Brutandorf (Chester Cup) ab.

## Pedigree
| Vater Eclipse 1764         | Marske 1750       | Squirt         | Bleeding Childers           |
| Vater Eclipse 1764         | Marske 1750       | Squirt         | Sister to Old Country Wench |
| Vater Eclipse 1764         | Marske 1750       | The Ruby Mare  | Hutton's Blacklegs          |
| Vater Eclipse 1764         | Marske 1750       | The Ruby Mare  | Bay Bolton Mare             |
| Vater Eclipse 1764         | Spiletta 1749     | Regulus        | Godolphin Arabian           |
| Vater Eclipse 1764         | Spiletta 1749     | Regulus        | Grey Robinson               |
| Vater Eclipse 1764         | Spiletta 1749     | Mother Western | Easby Snake                 |
| Vater Eclipse 1764         | Spiletta 1749     | Mother Western | Old Montagu Mare            |
| Mutter Sportsmistress 1765 | Sportsman 1753    | Cade           | Godolphin Arabian           |
| Mutter Sportsmistress 1765 | Sportsman 1753    | Cade           | Roxana                      |
| Mutter Sportsmistress 1765 | Sportsman 1753    | Silvertail     | Heneages Whitenose          |
| Mutter Sportsmistress 1765 | Sportsman 1753    | Silvertail     | Rattle Mare                 |
| Mutter Sportsmistress 1765 | Golden Locks 1758 | Oroonoko       | Crab                        |
| Mutter Sportsmistress 1765 | Golden Locks 1758 | Oroonoko       | Miss Slamerkin              |
| Mutter Sportsmistress 1765 | Golden Locks 1758 | Crab Mare      | Crab                        |
| Mutter Sportsmistress 1765 | Golden Locks 1758 | Crab Mare      | Partner Mare (family: 38)   |

## Einzelbelege
1. ↑   McGrath: Mr. Darley's Arabian. Kapitel Breeding discontent, E-Book Position 1272.
2. ↑  Potos Horse Pedigree. In: www.pedigreequery.com. Abgerufen am 23. September 2017 (englisch).
3. ↑  ORF ON Science – Vollblüter mit klaren Verwandtschaftsverhältnissen. 11. März 2007, archiviert vom Original (nicht mehr online verfügbar) am 11. März 2007; abgerufen am 29. Januar 2021.  Info: Der Archivlink wurde automatisch eingesetzt und noch nicht geprüft. Bitte prüfe Original- und Archivlink gemäß Anleitung und entferne dann diesen Hinweis.
4. ↑   95% of thoroughbreds linked to one superstud In: New Scientist, 6. September 2005
5. ↑   McGrath: Mr. Darley's Arabian. Kapitel „The most esteemed race amongst the Arrabs both by Syre and Dam“, E-Book Position 333.
6. 1 2  Pot8os. In: www.bloodlines.net. Abgerufen am 23. September 2017.
7. 1 2  Ahnert, Rainer L. (Hrsg.), Thoroughbred Breeding of the World, Pozdun Publishing, Germany, 1970
8. 1 2 3 4 5 6  James Christie Whyte: History of the British turf, from the earliest period to the present day, Volume I. H. Colburn, London 1840, S. 567–569 (openlibrary.org [abgerufen am 23. August 2016]).
9. 1 2 3 4 5  Patricia Erigero: Pot-8-Os. In: www.tbheritage.com. Abgerufen am 23. September 2017.
10. ↑   McGrath: Mr. Darley's Arabian. Kapitel Breeding Discontent, E-Book Position 1289.
11. ↑  Pot8os Sire Line. In: www.bloodlines.net. Abgerufen am 23. August 2016.
12. ↑  Thoroughbred Bloodlines – Sister To Edwin – Family 3-i. In: www.bloodlines.net. Abgerufen am 24. August 2016.
13. ↑  Thoroughbred Bloodlines – Mandane – Family 11-g. In: www.bloodlines.net. Abgerufen am 24. August 2016.
14. ↑  Potos Horse Pedigree. In: www.pedigreequery.com. Abgerufen am 23. August 2016.